# Franz Neumann
Franz Leopold Neumann (23 de mayo de 1900-2 de septiembre de 1954) fue un activista político, abogado y escritor alemán, adscrito a la corriente de pensamiento marxista de la Escuela de Frankfurt. Durante su exilio, ante la llegada al poder del Partido Nacional Socialista de Hitler, se convirtió en un teórico político reconocido por sus análisis teóricos y críticos sobre el nazismo en su obra de 1942 Behemoth: La estructura y la práctica del Nacional Socialismo. Neumann es considerado como uno de los fundadores de la ciencia política moderna en la República Federal de Alemania.

## Biografía
Neumann nació en Kattowitz, Silesia. Estudió en Alemania y el Reino Unido, y pasó la última etapa de su carrera en los Estados Unidos. Junto con Ernst Fraenkel y Arnold Bergstraesser.

### Derecho del trabajo y democracia social
Como estudiante, Neumann apoyó la revolución de noviembre de 1918 ocurrida en Alemania y se unió al Partido Socialdemócrata Alemán (SPD). Neumann fue fundamental en la organización de la Sociedad de Estudiantes Socialistas de Frankfurt, donde en 1918 conoció a Leo Löwenthal, quien sería su colega en el Instituto para la investigación social de Nueva York bajo la dirección de Max Horkheimer. En Breslau (la actual Wroclaw, en Polonia), Leipzig, Rostock, y Frankfurt, Neumann estudió Derecho y obtuvo el doctorado en 1923 con una tesis sobre el método en la teoría de la pena de muerte. Ejerció desde 1925 hasta 1927 como empleado de la ley y auxiliar de Hugo Sinzheimer, el principal teórico reformista de la legislación laboral, quién le ayudó a entrar como profesor en la academia de los sindicatos afiliada con la Universidad de Fráncfort. Durante los años de la República de Weimar, trabajó en el ala laborista del Partido Social Demócrata. De 1928 a 1933 trabajó en Berlín colaborando con Ernst Fraenkel como abogado especializado en derecho laboral, representando a sindicatos y publicando escritos y artículos además de un libro técnico en este campo, por entonces, innovador. En 1932-33 se convirtió en abogado principal para el Partido Social Demócrata y publicó una obra (ilegalizada por los nazis) contra la ilegalización del principal periódico socialdemócrata.
En las semanas que siguieron a la llegada al poder del Partido Nacional Socialista, Neumann fue advertido de su inminente detención y huyó a Inglaterra. Allí estudió bajo la tutela de Harold Laski en la Escuela Económica de Londres, y con su antiguo profesor de sociología de Frankfurt, Karl Mannheim. Obtuvo su segundo doctorado y gracias a la recomendación de Laski, fue contratado por el Instituto de Investigación Social de Frankfurt (exiliado en Columbia después de algunos años en Ginebra y París) en 1936, inicialmente como administrador y asesor jurídico, y, más tarde, como investigador asociado, aunque nunca fue reconocido como lo fueron Friedrich Pollock y Theodor Adorno. Participó en los debates del instituto sobre el nacionalsocialismo. Su conocido estudio del régimen nazi, sin embargo, fue escrito sin el control del Instituto de los procedimientos de revisión. Neumann desempeñó un papel importante al ayudar al Instituto a garantizar el apoyo del Comité Judío-Americano gracias a su conocido estudio sobre el antisemitismo.

### Exilio en Estados Unidos
Neumann logró su reputación académica entre los estudiosos de América con la publicación de Behemoth: La estructura y la práctica del Nacional Socialismo en 1942. Su teoría mantenía que la función del nacionalsocialismo es la de una continua lucha entre los núcleos de poder unidos solamente por su odio hacia el movimiento obrero, y que, en consecuencia, la Alemania nazi carecía de un estado en el sentido político orientado a la prevalencia del orden y la previsibilidad. A pesar de las opiniones contrarias acerca de su tesis, sus ricas fuentes de documentación empírica permitieron su reconocimiento mundial. Este libro influyó mucho en el sociólogo C. Wright Mills, quién alegó que Behemoth le dio las "herramientas para comprender y analizar toda la estructura total y como una advertencia de lo que podría suceder en una democracia moderna capitalista", como más tarde explicó en su estudio de la élite del poder en los Estados Unidos.
Esto le otorgó un gran prestigio entre los asociados del Instituto de la Universidad de Columbia y sentó las bases para su exitosa carrera en Washington. Además, Neumann trabajó con Herbert Marcuse y Otto Kirchheimer en numerosos proyectos incluyendo el análisis de las tendencia políticas en Alemania. A finales de 1944, Neumann, Marcuse, y Kirchheimer participaron en la preparación de materiales para su uso eventual por las autoridades. La mayor parte de este esfuerzo se hizo irrelevante por las prioridades de las incipientes políticas de la Guerra Fría, en el final de la segunda contienda mundial.
Neumann abandonó sus servicios en Washington durante casi un año hasta septiembre de 1945, cuando regresó a fin de tener una posición en el "Central Europe Desk" del Departamento de Estado.

### Núremberg, Berlín, Nueva York
En el servicio de Núremberg, el Tribunal de Crímenes de Guerra, en virtud de fiscal jefe de Justicia Robert H. Jackson, encomendó a Neumann la tarea de preparar un análisis de cada uno de los veintidós acusados en Núremberg y de diversas organizaciones nazis. El informe del análisis de "el problema de establecer la responsabilidad penal" contribuyó a la estrategia de enjuiciamiento. La idea era mostrar que las medidas adoptadas en contra de las Iglesias cristianas fueron una parte integral del nacionalsocialismo. También trató de mostrar que las medidas son criminales desde el punto de vista alemán o el derecho internacional, según el lugar en que un determinado acto fue cometido. En el informe se afirma que los principales artículos de la Constitución de Weimar "nunca fueron formalmente derogados por el régimen Nacional Socialista [...] se quedaron intactos y siguen teóricamente en vigor." Además, "el respeto del principio de la libertad religiosa" sigue siendo reiterado en diversas declaraciones de política oficial del régimen nazi, y en varias "leyes del estado Nacional Socialista, en particular, el Concordato de 20 de julio de 1933."
Neumann también se hizo cargo de la revisión del primer proyecto de enjuiciamiento breve, en el que se detalla la responsabilidad personal de Hermann Goering, el más alto rango acusado.
Neumann cree que los criminales de guerra deben ser juzgados ante los tribunales alemanes de acuerdo con la ley de Weimar.
En 1948 Neumann se convirtió en profesor de Ciencias Políticas en la Universidad de Columbia, y ayudó a establecer la Universidad Libre de Berlín. En los Estados Unidos, Neumann fue muy apreciado en la Universidad de Columbia y desempeñó un papel importante en los intentos de la Fundación Rockefeller para reforzar la teoría política como un componente de ciencias políticas en universidades norteamericanas. Ha publicado varios artículos que se derivan de sus intentos de desarrollar una teoría democrática moderna en consonancia con los cambios políticos y sociales. Si bien este proyecto sigue siendo inconcluyente, contribuyó con importantes estudios sobre los conceptos de la dictadura, el poder y la libertad.
Neumann murió en un accidente automovilístico en Visp, Suiza, en 1954. Su viuda, Inge Werner, se casó con su amigo más cercano, Herbert Marcuse, en 1955. Su hijo mayor, Franz Thomas Neumann, alias OSHA, es un destacado abogado de derechos civiles en Berkeley, California. Michael Neumann, su hijo menor, es un muy respetado profesor de filosofía en la Universidad de Trent en Peterborough, Ontario, uno lógico y filósofo político radical